# Puig de la Llebre
El Puig de la Llebre és una muntanya de 241 metres que es troba al municipi de Sant Pere de Ribes, a la comarca del Garraf.